# 托拉佐拱门
托拉佐拱门（Arco del Torrazzo）是一座16世纪文艺复兴风格的拱门，位于意大利伦巴第大区的克雷马，连接主教座堂广场（piazza Duomo）和九月二十日街（Via XX Settembre）。
拱门二楼刻有城徽，三楼中央是时钟，两侧是圣维托里亚诺和圣庞大良的两尊雕像。

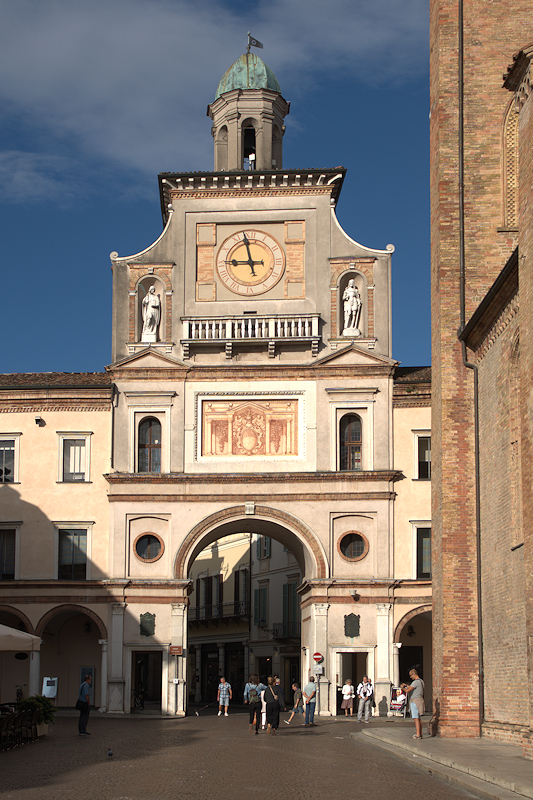
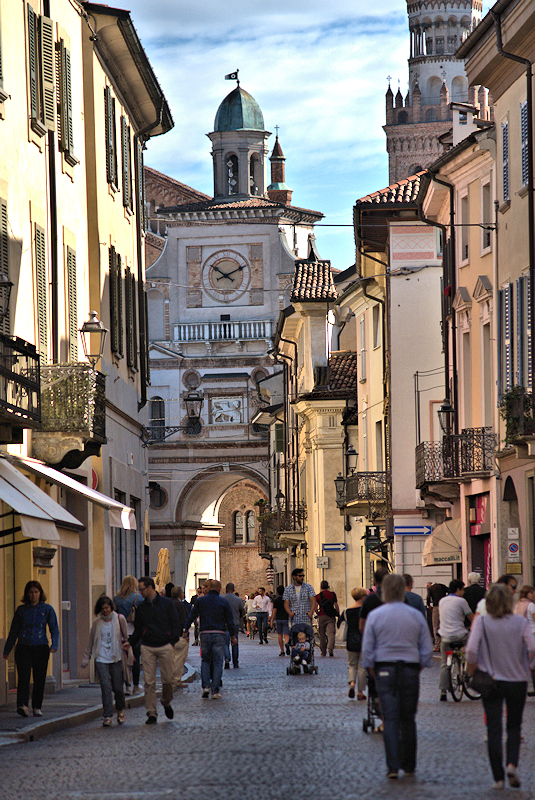
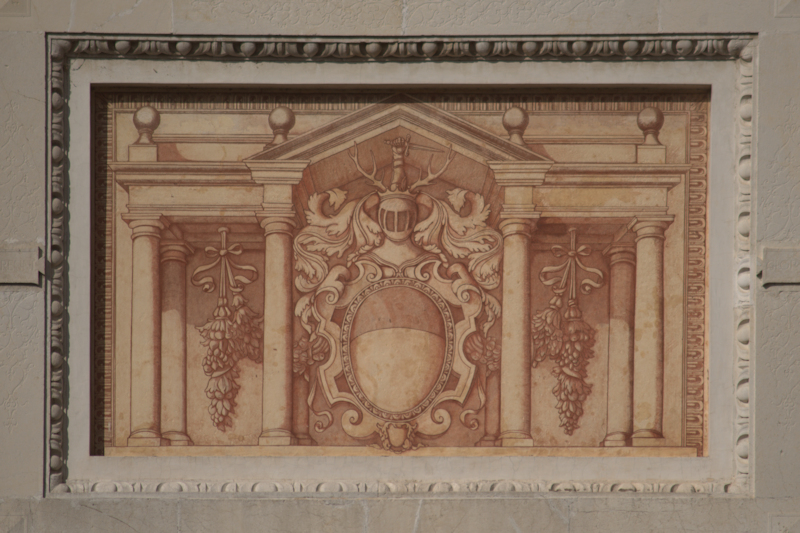
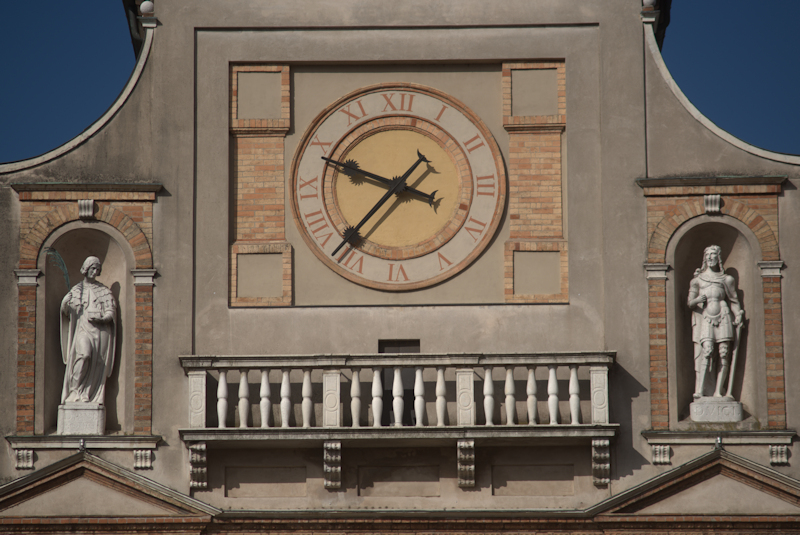
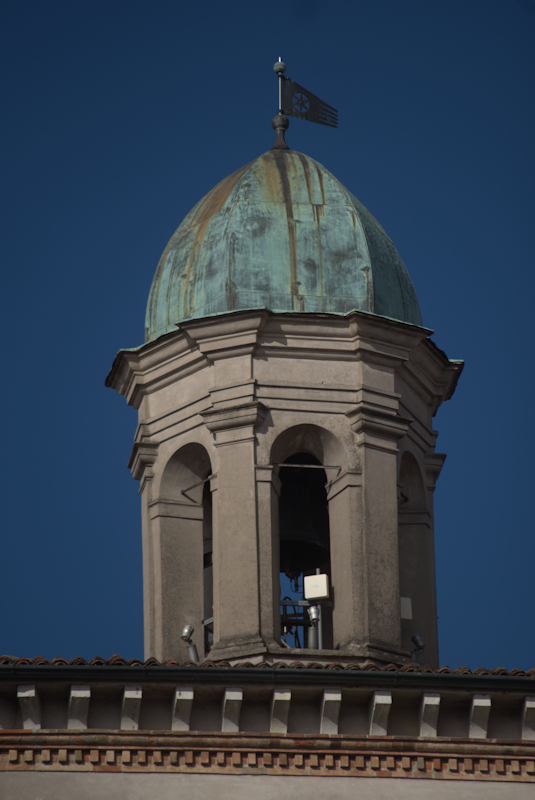
L'acroterio
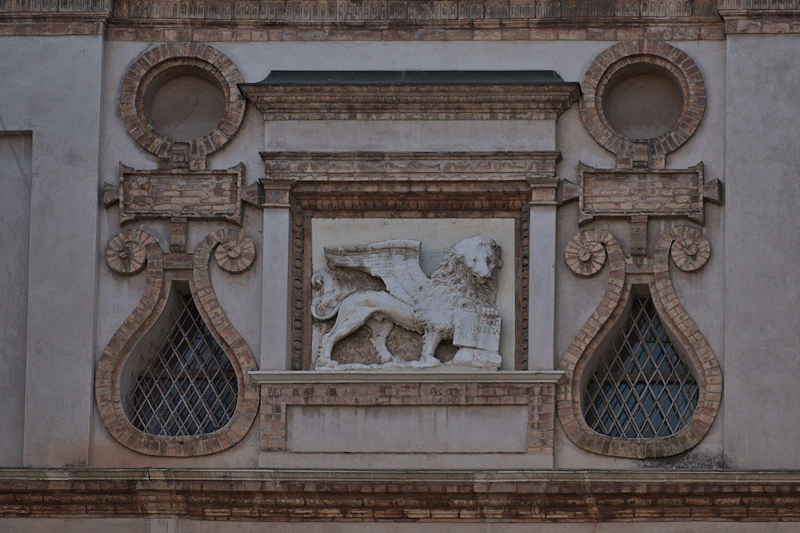
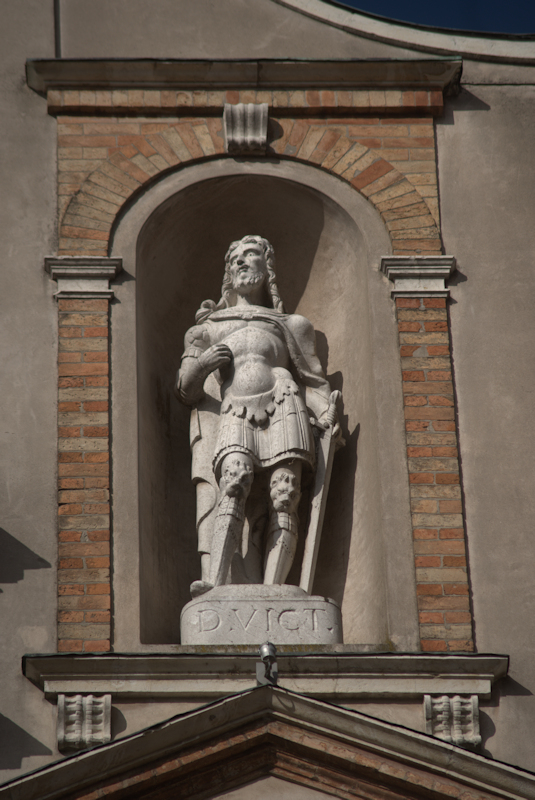
维托里亚诺
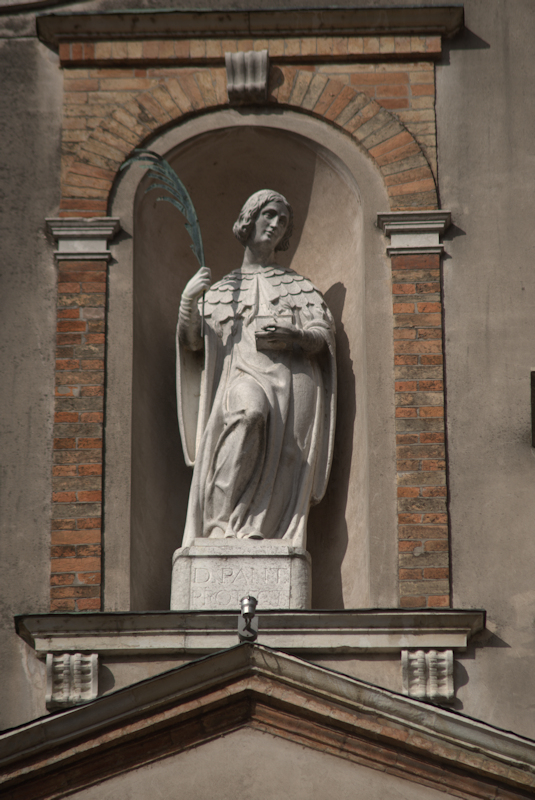
庞大良